# Kabinettsministerium
Kabinettsministerium - dawny pruski odpowiednik MSZ. "Ministerstwo Gabinetowe" z  ministrem gabinetu (Cabinettsminister) na czele istniało do 1808 roku, kiedy to zostało zlikwidowane wraz z dawnym pruskim odpowiednikiem MSW, czyli: Generaldirektorium.